# Wojciech Kozak
Wojciech Kozak (ur. 28 grudnia 1963 w Siedlcach) – polski działacz samorządowy i sportowy, informatyk, w 2002 prezydent miasta stołecznego Warszawy.

## Życiorys
Absolwent XIII LO w Warszawie. W 1988 ukończył studia na Wydziale Elektroniki Politechniki Warszawskiej – mgr inż telekomunikacji, informatyk, projektant systemów informatycznych. W latach 80. działacz Niezależnego Zrzeszenia Studentów. Później członek Unii Demokratycznej i Unii Wolności, był członkiem Rady Krajowej UW i przewodniczącym Regionu Warszawskiego tej partii. 
Radny miasta stołecznego Warszawy w latach 1994–1998 i 2002–2006, powiatu warszawskiego w okresie 1998–2000 i gminy Warszawa-Centrum w latach 2000–2002. Zastępca prezydenta w Gminie Centrum (1998), wiceprezydent Warszawy (1998–2002), prezydent (od stycznia do listopada 2002), przewodniczący Rady Warszawy (2002–2004). W latach 2001–2005 w Platformie Obywatelskiej, w latach 2001–2003 przewodniczący Powiatu Warszawskiego PO, a latach 2003–2004 przewodniczący Regionu Mazowieckiego PO. W marcu 2005 wystąpił z partii. 
Od listopada 2002 do lipca 2009 prezes Zarządu Klubu Koszykarskiego Polonia Warszawa. Wraz z klubem zdobył pierwsze po 28 latach medale Mistrzostw Polski w koszykówce (brąz w 2004 i 2005). W latach 2005–2007 członek Zarządu Polskiego Związku Koszykówki, w latach 2003–2009 członek Rady Nadzorczej Polskiej Ligi Koszykówki SA.